# Carl Cannabich

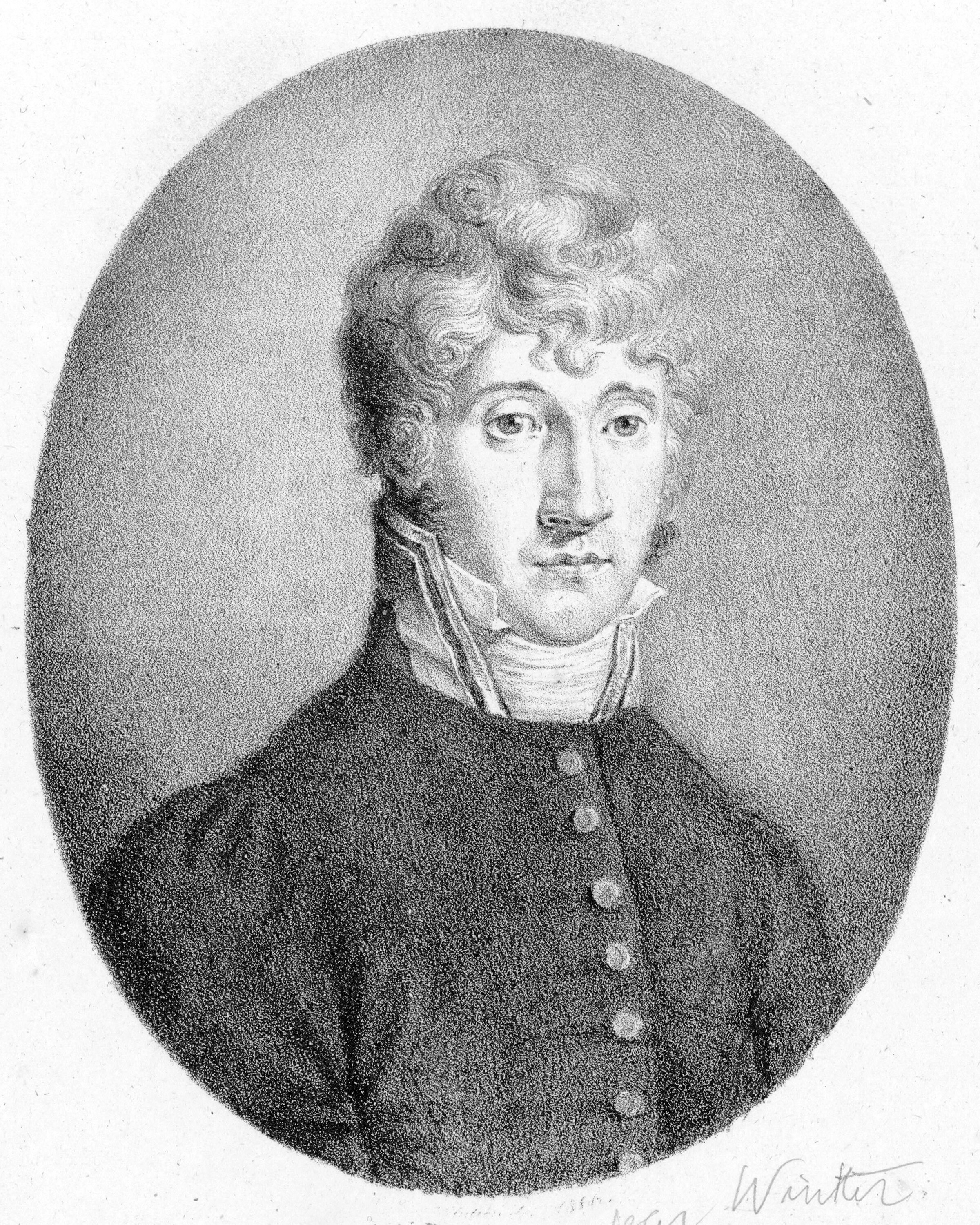
Carl Cannabich

Carl August Konrad Cannabich (getauft am 11. Oktober 1771 in Mannheim; † 1. Mai 1806 in München) war ein deutscher Komponist, Geiger, Konzertmeister und Musikdirektor.

## Familie
Carl Cannabich war der Sohn des Hofmusikdirektors Christian Cannabich, einer der namhaftesten Komponisten der Mannheimer Schule. Sein Großvater war der Hofmusiker Martin Friedrich Cannabich, seine Schwester Rose war Pianistin und seine Schwester Augusta Elisabeth Sängerin. Er war verheiratet mit der Sopranistin Josephine Woraleck (1781–1830), der Tochter des Komponisten Nicklas Woraleck.

## Leben
1778 zog er mit seinen Eltern nach München. Seit dem vierten Lebensjahr spielte er Klavier und Violine und erhielt mit neun Jahren Violinunterricht bei Friedrich Eck. Komposition studierte er später bei Joseph Graetz und Peter von Winter. Bereits mit 12 Jahren machte er gemeinsam mit Ludwig August Lebrun eine Konzertreise durch Deutschland. Im Jahre 1785 reiste er für zwei Jahre nach Italien, um sich dort musikalisch weiterzubilden.  
Im Jahre 1788 trat er als Violinist ins Münchner Hoforchester ein. 1796 arbeitete er als Theaterkapellmeister in Frankfurt, wo er auch seine Frau kennenlernte und heiratete. 1798 erhielt er den Titel des churpfalzbaierischen Conzertmeisters, wurde 1800 nach München zurückbeordert und 1801 zum Hofmusikdirektor ernannt. 1805 machte er eine Reise nach Paris. Nach seiner Rückkehr erkrankte er am Nervenfieber und verstarb kurz darauf.
U. a. komponierte er 1801 für die Aufführungen von Antonio Salieris Axur, re d’Ormus die Ballettmusik.